# Блехман, Этта Абрамовна
Этта Абрамовна Бле́хман (1904—2000) — советский химик.

## Биография
Родилась в 1904 году в Черикове (ныне Могилёвская область, Беларусь). Воспитывалась в Леменской школе-коммуне. Окончила химический факультет ЛГУ (1930).
Работа:
- 1930—1936 — старший химик, заведующая химической лабораторией красильной фабрики (Егорьевск, Московская область).
- 1937—1941 — инженер-химик Центральной лаборатории НИИ хлопчатобумажной промышленности.
- 1942—1943 — старший инженер отдела изобретений Госплана при Совете Народных Комиссаров, эвакуированного в Чкалов.
- 1943—1949 — старший инженер химического отдела ЦНИИПО НКВД СССР.
- 1949—1951 — старший научный сотрудник Московского химического института.
- с 1951 года — инженер по пожарной охране художественно-производственных мастерских ГАБТ.

Старший техник-лейтенант внутренней службы. Кандидат химических наук (1950). Автор исследований по проблемам огнезащиты различных материалов, огнезащитного грунта и проклейки для театральных декораций и бутафорий.

## Научные труды
Сочинения:
- Огнезащитная обработка материалов [Текст] : Опыт худож.-производ. мастерских Большого театра СССР. — Москва : ВТО, 1958. — 42 с. : ил.; 19 см.

## Награды и премии
- Сталинская премия III степени (10 апреля 1942) — за разработку метода получения огнестойких и водоустойчивых тканей

## Семья
- Внучатый племянник — писатель Лев Борисович Усыскин[источник не указан 638 дней].